# Bogo Komelj
Bogo Komelj, slovenski bibliotekar, * 25. maj 1915, Novo mesto, † 18. september 1981, Novo mesto.
Osnovno šolo in gimnazijo je obiskoval v Novem mestu, kjer je leta 1937 tudi maturiral. Na ljubljanski univerzi je nato med letoma 1937 in 1940 opravil štiri semestre prava in filozofije, potem pa je zaradi vojne študij prekinil.
Komelj je že kot srednješolec in študent deloval v čitalnici sokolskega društva v Novem mestu. Med drugo svetovno vojno je bil med drugim varuh knjižnic in arhivov na osvobojenem ozemlju. Ob nemški ofenzivi je padel v nemško ujetništvo in postal vojni ujetnik v Nemčiji.
V Novo mesto se je dokončno vrnil 29. maja 1945. Nato je bil imenovan v Komisijo za ugotavljanje vojne škode na kulturnih in zgodovinskih spomenikih na Dolenjskem. Pred uničenjem ali odtujitvijo je takrat rešil mnogo pomembnega knjižničnega in kulturnozgodovinskega gradiva. Komelj je imel tudi velike zasluge za ustanovitev Knjižnice Mirana Jarca v Novem mestu, ki je bila na njegovo pobudo ustanovljena leta 1946. Do upokojitve leta 1978 je bil tudi njen ravnatelj. 
Zaradi izjemnih zaslug, zlasti na področju knjižničarstva, je prejel Trdinovo in Čopovo nagrado. Po njem se danes imenuje ulica v Novem mestu.